# Brutal Bands
Brutal Bands is een Amerikaans platenlabel, waarop death metal en andere muziek in het extreme metal-genre (zoals grindcore) wordt uitgebracht. Het label werd op 13 september 2002 opgericht en is gevestigd in Maplewood, Minnesota. Een dochterlabel is het inmiddels opgeheven Extreme Underground.
Bands die op het label uitkwamen waren onder meer Element, Amagortis, Devourment, Gorgasm, Incidious Decrepancy, Destroying Divinity en Guttural Secrete.